# 姉齒松平
姉齒松平（日语：／ Anewa Shōhei */?，1885年5月17日—1941年10月10日），日本宮城縣人，法官、法學家、律師（辯護士）。

## 生平
姉齒松平在1885年出生於宮城縣栗原郡長岡村小野（今宮城縣大崎市古川小野）:1，為姉齒五郎左衛門五男。讀中學時曾因無法負擔學費而退學，後為尋求發展前往東京，在飯田宏作辯護士手下擔任謄寫員:225:311:17。1906年6月畢業於中央大學專門部，其後於1907年、1908年、1909年及1910年四度參加判檢事登用試驗，皆落第，1911年始通過。同年（1911）12月擔任東京地方裁判所司法官試補:226，翌年因飯田宏作不再擔任辯護士（死亡），故返回飯田的事務所接任辯護士之職務，後飯田之妻建議姉齒成為其婿養子，姉齒不願接受，遂逃至臺灣:226:199。1912年10月1日姉齒抵達臺灣，隔月登錄為臺北地方法院檢查局辯護士，並加入臺北辯護士會:226:1，1918年10月任臺中地方法院單獨部判官（法官）:226，1920年6月任臺灣總督府高等法院（今臺灣高等法院）覆審部判官，1929年升任上告部判官:1:226。1930年於臺北帝國大學文政學部政學科教授民事訴訟法，此外亦擔任警官練習所講師、產業組合講師、鐵道部講師，並與臺北其他辯護士一同組織「臺北比較法學會」:228:17。
1941年，姉齒因罹患十二指腸潰瘍在家療養，後病情惡化，於10月6日住進臺北帝國大學附屬醫院（今國立臺灣大學醫學院附設醫院），至10日凌晨2點15分逝世。死後追贈正四位:1。1942年，後人將其藏書中的2,000餘冊贈與臺灣總督府圖書館（今國立臺灣圖書館），稱「姉齒文庫」:228-229。

## 榮典
- 1926年12月 - 高等官三等[2]
- 1936年3月 - 高等官二等[2]
- 1936年5月 - 勳四等[2]
- 1937年3月 - 從四位[2]
- 1941年4月 - 高等官一等[2]